# Michael Leitch
Pour les articles homonymes, voir Leitch.

a Compétitions nationales et continentales officielles uniquement.

b Matchs officiels uniquement.
Dernière mise à jour le 13 mai 2025.
Michael Leitch, né le 7 octobre 1988 à Christchurch (Nouvelle-Zélande), est un joueur international japonais de rugby à XV qui évolue aux postes de troisième ligne aile ou troisième ligne centre.
Il est désigné capitaine de l'équipe du Japon de 2014 à 2019. En club, il évolue au Toshiba Brave Lupus avant de jouer en Super Rugby pour les Chiefs puis les Sunwolves, et de finalement revenir au Toshiba Brave Lupus dans le championnat japonais.  

## Biographie
Michael Leitch naît le 7 octobre 1988 à Christchurch en Nouvelle-Zélande, d'un père néo-zélandais et d'une mère d'origine fidjienne. Michael Leitch part étudier au Japon à l'âge de quinze ans et il intègre la culture du pays, maîtrisant davantage le japonais que l'anglais.
Avec les moins de 20 ans japonais, il dispute le Championnat du monde junior en tant que capitaine. Il est très régulièrement sélectionné en équipe du Japon à partir de 2008. Il connaît sa première sélection avec l'équipe du Japon contre les États-Unis le 16 novembre 2008.
En 2011, il dispute le Championnat du Japon avec les Toshiba Brave Lupus et reçoit la récompense de la révélation de la saison,. La saison suivante, il est élu dans le XV type de l'année.
En 2013, il est recruté par les Chiefs, sans pouvoir disputer de rencontre de Super Rugby à cause d'une blessure. 
Le joueur de 27 ans dispute 13 rencontres de Super Rugby en 2015 avec les Chiefs, gagnant la récompense individuelle de Rookie of the year (meilleur joueur débutant dans le championnat de l'année) ; son contrat est reconduit.
À partir de 2014, il est capitaine de l'équipe du Japon et compte 21 sélections comme capitaine au 22 septembre 2015.
Il a disputé quatre matchs de la Coupe du monde 2011 et un en 2015. Contre les Sud-africains le 19 septembre 2015, il marque un essai et décide en fin de match de jouer la pénalité à la main alors que l'équipe du Japon est mené de trois points et peut faire match nul en tentant la pénalité au pied. Le Japon l'emporte finalement 34 à 32, pour l'une des plus grandes surprises de l'histoire de la Coupe du monde de rugby à XV,.
À la fin de la saison 2015-2016 de Top League, il est retenu dans l'équipe type de la compétition. De même en 2018.
Il est le capitaine de l'équipe du Japon qui atteint les quarts de finale de la Coupe du monde 2019 disputée dans son pays d'adoption.
Il est appelé dans le groupe japonais pour la préparation de la Coupe du monde 2023. Il est ensuite retenu dans la sélection finale pour le Mondial,, au cours duquel il dispute quatre matchs, atteignant ainsi 84 sélections. 

## Statistiques en équipe nationale
- Sélectionné en équipe du Japon à 87 reprises[2].
- Participations à la Coupe du monde : 2011 (4 matchs disputés, 4 comme titulaire), 2015 (4 matchs disputé, 4 comme titulaire)[3],  2019 (5 matchs disputés, 4 comme titulaire)[14], 2023 (4 matchs disputés, 4 comme titulaire)[2].

## Palmarès
- Membre de l'équipe type du Championnat du Japon en 2016 et 2018.